# Burn down chart

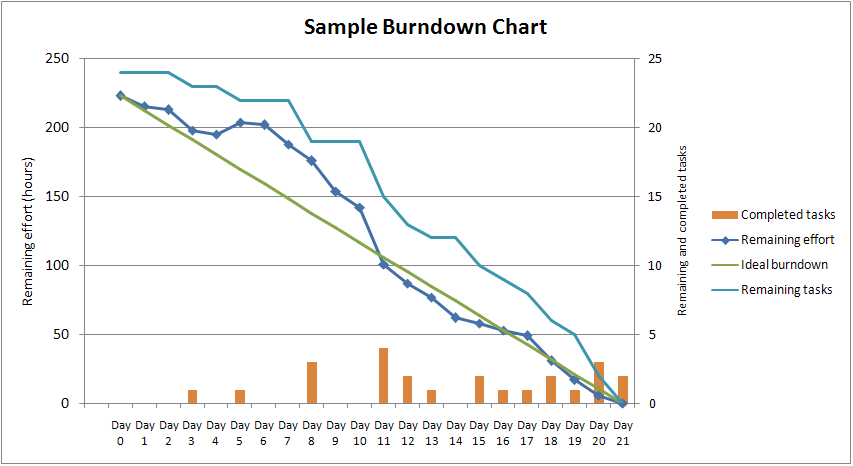
Aquest és un exemple d'un burn down chart per a un projecte de 21 dies. A l'exemple, el projecte ja ha acabat i es pot observar la comparativa entre la línia de treball ideal i la real, tot veient la càrrega de feina realitzada cada dia.

El burn down chart és una representació gràfica, utilitzada en la gestió de projectes, que mostra la feina que queda per fer respecte al temps. Normalment es representa el temps a l'eix horitzontal i la feina restant a l'eix vertical, de manera que hauria de quedar una línia descendent, ja que la feina ha d'anar disminuint a mesura que avança el temps. És a dir, és un gràfic per a controlar l'execució dels treballs pendents. És útil per a predir en quin moment es completarà una feina o conjunt de feines.
Aquests tipus de gràfics es poden aplicar a les feines de qualsevol tipus de projecte, però sovint s'utilitza a les metodologies àgils de desenvolupament de programari, com ara l'Scrum.

## Elaboració del gràfic

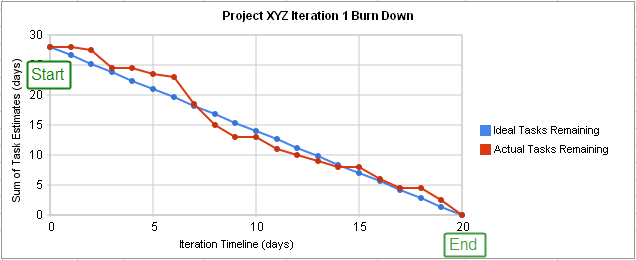
A project burn down chart

| Eix horitzontal (x)                  | Representa la línia temporal del projecte, normalment s'expressa en dies. |
| Eix vertical (y)                     | Representa la càrrega de feina que té pendent el projecte, de manera que a ‘0’ el projecte està finalitzat. |
| Punt d'Inici (Start)                 | Es troba a la part més a l'esquerra de la gràfica i és el punt d'inflexió entre el primer dia de treball del projecta i la càrrega de feia que aquest comporta.                                                                                     |
| Punt de Final (End)                  | Es troba al punt més a la dreta de la gràfica i representa el moment en què el projecta s'ha finalitzat. |
| Línia de treball ideal o d'estimació | És un línia recta i constant que va d'es del punt d'inici del projecte al punt final previst, determina en tot moment del temps (per a cada dia determinat) quina carrega de feina hauria d'estar feta per tal que es segueixi el programa previst. |
| Línia de treball real                | És una línia formada per cadascun del punts de control del projecte (dies en què es quantifica la feina que es porta feta). El seu inici és el mateix que la línia de treball ideal i el seu final és el dia real en què es finalitza el projecte.  |

## Interpretació de les dades
| Línia de treball real està en el mateix punt que la de treball ideal | Indica que el projecte s'està desenvolupant segon el previst. Independentment de com ha evolucionat la línia de treball real fins al moment, (pot haver estat vegades per sobre o per sota de la ideal) si el projecte segueix així, es complirà la planificació prevista.                                                                                               |
| Línia de treball real per sobre la de treball ideal                  | Ens indica que el projecte va més retardat del previst, tenim més feina pendent de la que s'havia planificat. Si no es modifica res, la data de finalització del projecte serà posterior a la programada, el projecta acabarà amb retard. Per contra, si la data límit de finalització no es vol endarrerir caldrà destinar més recursos al projecte, si així ho permet. |
| Línia de treball real per sota la de treball ideal                   | Significa que s'està executant el projecte més ràpid del previst. Si tot continua igual es finalitzarà abans de la data prevista. Si calgués, es podrien destinar menys recursos al projecte i així aconseguir la data de finalització programada amb menys cost. |

Aquesta és només una manera d'interpretar les dades obtingudes, hi ha altres maneres d'interpretar-les.

## Desviacions i reajustaments en l'estimació del temps
Durant la planificació d'un projecte concret pot passar que no es faci una bona aproximació del temps que es tardarà a executar-lo, això faria que el burn down chart fos inexacte i no ens servís com a referència (ja que, per exemple, si es perd temps per alguna raó en el primer període del projecte, les dades a partir d'aquest moment ja no seran fiables). Per resoldre-ho, es pot afegir un factor d'eficiència al càlcul del temps per tal que tingui en compte aquest aspecte. D'aquesta manera, quan ja s'hagi executat una part del planning es farà, si cal, un recàlcul de l'estimació. Algunes plantilles ja tenen incorporats aquest recàlcul que es van realitzant a mesura que avança el projecte.